# Rex 84
Rex 84, diminutivo de Readiness Exercise 1984, era un plan designado por el gobierno federal de los Estados Unidos para probar la capacidad de detención de una gran cantidad de personas en caso de una guerra civil. El plan fue aprobado del 5 de abril al 13 de abril de 1984 bajó la presidencia de Ronald Reagan y concebido por Oliver North.
Rex 84, léase abreviación de Readiness Exercise 1984, es un plan del gobierno federal de los Estados Unidos para comprobar su capacidad para detener grandes cantidades de ciudadanos americanos en caso de malestar civil o de emergencia nacional.
Ejercicios similares a Rex ocurren periódicamente. Planes para redadas de personas en los Estados Unidos en tiempos de crisis son planeados durante periodos de creciente represión política tales como los Raids Palmer y la Era McCarthy. Por ejemplo, desde 1967 a1971 el FBI mantuvo una lista de personas para ser detenidas en redadas como subversivas, bajo el nombre de la lista ADEX.
Según la especialista Diane Reynolds:
“El plan REX-84 Alpha Explan (Ejercicio de Disposición 1984, Plan de Ejercicio) indica que la FEMA en asociación con otros 34 departamentos federales civiles y agencias realizaron un ejercicio de reacción civil, entre el 5 y 13 de abril en 1984. Este fue conducido y simultáneamente con un ejercicio de Unión de Jefes, Tren Nocturno 84, un ejercicio base comando militar mundial, (que incluyeron Fuerzas Continentales Norteamericanas, CONUS) basado en escenarios de multi emergencias operando tanto en el exterior como en el interior. En el ejercicio combinado REX 84 Bravo la FEMA y la DOD dirigieron a las otras agencias y departamentos federales, incluyendo a la Agencia Central de Inteligencia (Central Intelligence Agency), el Servicio Secreto (Secret Service), La Tesorería (The Treasury) el FBI (Federal Bureau of Investigation) y la Administración de Veteranos (Veterans Administration) a través de ejercicios de ensayo para evaluar la asistencia militar en la defensa civil.
El ejercicio incluyó disturbios civiles, huelgas y demostraciones mayores que podrían afectar la continuidad del gobierno y/o la movilización de recursos.
Para luchar contra las actividades subversivas hubo autorización de los militares para implementar movimientos ordenados por el gobierno de poblaciones civiles a niveles estatal y regional, el arresto de ciertos segmentos no identificados de la población y la aplicación de la ley marcial.
La existencia de un plan maestro de contingencia militar “Garden Plot” y un primer ejercicio similar “Lantern Spike” fueron revelados originalmente por el periodista Ron Rindenhour, quien resumió sus descubrimientos en el libro “Garden Plot and The New Action Army”.
Rex-84 fue mencionado en las audiciones Irán-Contra en 1987 y subsecuentemente reportados por el Miami Herald el 5 de julio de 1987. Un número de sitios web y publicaciones alternativas que atraviesan el espectro político han hipotetizado sobre el material básico de Rex 84 y en muchos casos lo han hiperbolizado en una suerte de leyenda urbana o teoría de conspiración.
A veces Rex 84 es citado como una extensión del King Alfred Plan (Plan Rey Alfredo), una estrategia para detener afroamericanos.
Sin embargo, los hechos básicos sobre Rex 84 y otros planes de contingencia y la amenaza potencial que ellos suponen a las libertades civiles, si fuesen completamente implementados en una operación real, son tomados seriamente por especialistas y activistas de las libertades civiles.
En 2008 por primera vez fue entregada una misión a una unidad militar activa en los Estados Unidos dedicada a la contención de malestar civil.
Es asignada a Northcom una orden adjunta establecida en 2002 para proveer orden y control para la defensa federal del suelo patrio y coordinar apoyo en la defensa de autoridades civiles, efectivamente en contravención de Posse Comitatus Act.